# Perdidos (filme)
Perdidos é um filme português do género dramático, realizado por Sérgio Graciano e produzido por Leonel Vieira, François Da Silva e Nuno Noivo. Estreou-se em Portugal a 18 de maio de 2017.
Este filme é uma refilmagem do filme alemão Open Water 2: Adrift.

## Sinopse
Num fim-de-semana, a bordo de um luxuoso veleiro, um grupo de amigos decide nadar no mar sem terem baixado as escadas. Tendo em conta que é impossível de subir, acabam à deriva, a quilómetros da costa. Lentamente vão percebendo o tamanho da situação dramática em que se encontram e a esperança de escaparem com vida começa a desaparecer. A exaustão de se manterem à superfície e a luta para voltar a subir a bordo do barco tornam-se insuportáveis. O que começou por ser uma alegre reunião torna-se numa luta pela sobrevivência.

## Elenco
- Dânia Neto como Ana
- Afonso Pimentel como Daniel
- Dalila Carmo como Laura
- Lourenço Ortigão como Vasco
- Diogo Amaral como Jaime
- Catarina Gouveia como Margarida